# Vlaamse Stichting Verkeerskunde
De Vlaamse Stichting Verkeerskunde (VSV) is een Vlaams vormingscentrum over verkeer en mobiliteit dat wil bijdragen aan een duurzame en veilige samenleving door mensen kennis en inzicht bij te brengen in de verkeerskunde. De kerntaken van de VSV zijn verkeers- en mobiliteitseducatie, vorming en sensibilisering.
Binnen de Vlaamse Stichting Verkeerskunde wordt er gewerkt rond twee grote pijlers: enerzijds is er een aanbod voor diegenen die vanuit hun professionele loopbaan met verkeer en mobiliteit bezig zijn (afdeling Vorming professionals en Rijopleiding). Anderzijds is er een aanbod voor de scholen en voor diegenen die vanuit persoonlijke interesse rond het mobiliteitsthema werken (afdeling Verkeers- en mobiliteitseducatie en de vrijwilligerswerking). Sinds 2017 staat de VSV mee in voor gerichte sensibiliseringsacties van de weggebruikers op de Vlaamse wegen door middel van campagnes.

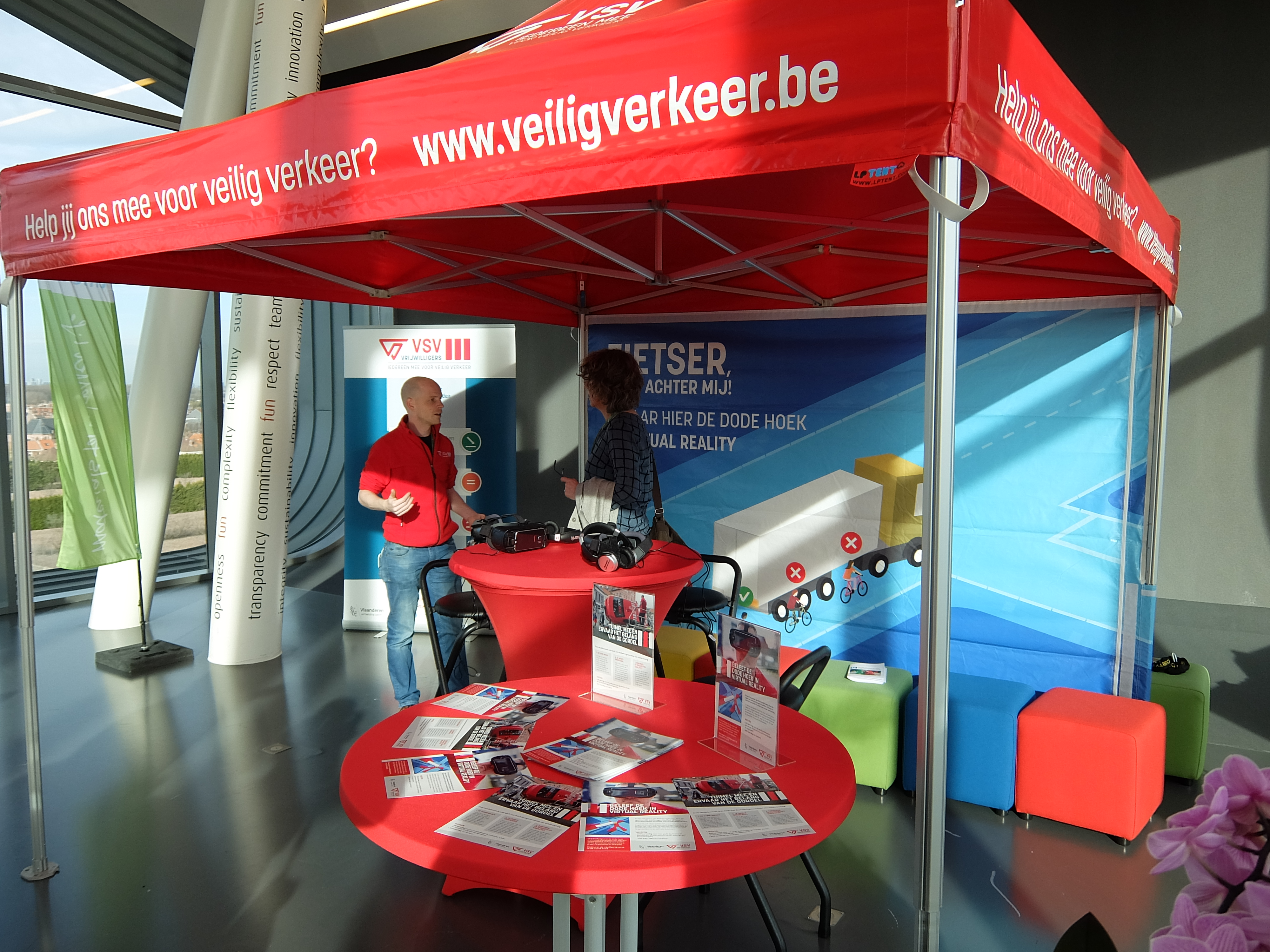
VSV actie bedrijf

Een van de projecten van de VSV: de Mobibus, een mobiele tentoonstelling over verkeer en mobiliteit voor leerlingen van het Buitengewoon Onderwijs.
De VSV is opgericht bij een parlementair decreet van het Vlaams Parlement op 21 maart 1990.
Het kantoor van de organisatie is gevestigd in Mechelen in het Rik Woutersgebouw. Bij de VSV werken 62 mensen. N-VA-politicus Jan Peumans is de voorzitter van de organisatie.